# Komoto Hiroyuki
Hiroyuki Komoto (河本 裕之 Kōmoto Hiroyuki, sinh ngày 4 tháng 9 năm 1985) là một cầu thủ bóng đá người Nhật Bản hiện tại thi đấu cho Omiya Ardija.

## Thống kê câu lạc bộ
Cập nhật đến ngày 23 tháng 2 năm 2018.
| Thành tích câu lạc bộ | Thành tích câu lạc bộ | Thành tích câu lạc bộ | Giải vô địch | Giải vô địch | Cúp                   | Cúp                   | Cúp Liên đoàn | Cúp Liên đoàn | Tổng cộng | Tổng cộng |
| Mùa giải              | Câu lạc bộ            | Giải vô địch          | Số trận      | Bàn thắng    | Số trận               | Bàn thắng             | Số trận       | Bàn thắng     | Số trận   | Bàn thắng |
| Nhật Bản              | Nhật Bản              | Nhật Bản              | Giải vô địch | Giải vô địch | Cúp Hoàng đế Nhật Bản | Cúp Hoàng đế Nhật Bản | Cúp Liên đoàn | Cúp Liên đoàn | Tổng cộng | Tổng cộng |
| --------------------- | --------------------- | --------------------- | ------------ | ------------ | --------------------- | --------------------- | ------------- | ------------- | --------- | --------- |
| 2004                  | Vissel Kobe           | J1 League             | 8            | 2            | 0                     | 0                     | 2             | 0             | 10        | 2         |
| 2005                  | Vissel Kobe           | J1 League             | 15           | 1            | 0                     | 0                     | 1             | 0             | 16        | 1         |
| 2006                  | Vissel Kobe           | J2 League             | 23           | 5            | 0                     | 0                     | -             | -             | 23        | 5         |
| 2007                  | Vissel Kobe           | J1 League             | 27           | 2            | 1                     | 0                     | 2             | 0             | 30        | 2         |
| 2008                  | Vissel Kobe           | J1 League             | 10           | 0            | 1                     | 1                     | 2             | 0             | 13        | 1         |
| 2009                  | Vissel Kobe           | J1 League             | 23           | 2            | 1                     | 0                     | 2             | 0             | 26        | 2         |
| 2010                  | Vissel Kobe           | J1 League             | 31           | 1            | 1                     | 0                     | 5             | 0             | 36        | 1         |
| 2011                  | Vissel Kobe           | J1 League             | 32           | 0            | 2                     | 1                     | 2             | 0             | 36        | 1         |
| 2012                  | Vissel Kobe           | J1 League             | 1            | 0            | -                     | -                     | 2             | 2             | 3         | 2         |
| 2012                  | Omiya Ardija          | J1 League             | 13           | 0            | 4                     | 0                     | -             | -             | 17        | 0         |
| 2013                  | Vissel Kobe           | J2 League             | 21           | 2            | 2                     | 0                     | -             | -             | 23        | 2         |
| 2014                  | Vissel Kobe           | J1 League             | 21           | 2            | 0                     | 0                     | 5             | 0             | 26        | 2         |
| 2015                  | Omiya Ardija          | J2 League             | 33           | 4            | 2                     | 0                     | -             | -             | 35        | 4         |
| 2016                  | Omiya Ardija          | J1 League             | 31           | 2            | 3                     | 0                     | 4             | 0             | 38        | 2         |
| 2017                  | Omiya Ardija          | J1 League             | 27           | 1            | 0                     | 0                     | 1             | 0             | 28        | 1         |
| Tổng cộng sự nghiệp   | Tổng cộng sự nghiệp   | Tổng cộng sự nghiệp   | 337          | 26           | 15                    | 2                     | 28            | 2             | 380       | 30        |